# Іцхак Штерн
Іцхак Штерн (англ. Itzhak Stern, 25 січня 1901 – 1969) був польсько-ізраїльським євреєм, який пережив Голокост, працював на судетсько-німецького промисловця Оскара Шиндлера та допомагав йому в його рятувальній діяльності під час Голокосту.

## Життя

### Раннє життя
Штерн народився 25 січня 1901 року в Кракові. Він був важливим лідером єврейської громади, був віце-президентом Єврейського агентства для Західної Польщі та членом Центрального комітету сіоністів. У 1938 році він був заручений із Софією Бакенрот, хоча одруження було відкладено до закінчення війни.

### Друга Світова війна
18 листопада 1939 року, протягом перших місяців нацистської окупації Польщі, Оскар Шиндлер познайомився зі Штерном, який тоді працював бухгалтером у товариша Шиндлера, агента Абверу Йозефа «Зеппа» Ауе, який отримав контроль над Штерном. колишнє єврейське місце роботи як Treuhänder (довірена особа). Шиндлер показав Стерну баланс компанії, яку він збирався придбати, виробника емальованого посуду Rekord. Ltd, що належить консорціуму єврейських бізнесменів (включно з Авраамом Бенкіром), який подав заяву про банкрутство на початку того року. Штерн порадив йому, що замість того, щоб керувати компанією як опікуном під егідою Haupttreuhandstelle Ost (Головний опікунський офіс на Сході), він повинен купити або орендувати бізнес безпосередньо, оскільки це дасть йому більше свободи від диктату нацистів, включаючи свободу наймати більше євреїв. Незважаючи на те, що Стерн був євреєм, а Шиндлер був членом нацистської партії, Шиндлер був дружній до Стерна. Пізніше Стерн сказав про зустріч:
Я не знав, чого він хоче, і був наляканий... [до] 1 грудня ми, польські євреї, були залишені більш-менш самі. Звісно, вони арізували заводи. І якщо німець ставив вам запитання на вулиці, ви повинні були перед відповіддю сказати: «Я єврей»....' Але тільки 1 грудня ми повинні були почати носити зірку Давида. Саме тоді, коли ситуація для євреїв почала погіршуватися, коли Дамоклів меч був уже над нашими головами, я зустрівся з Оскаром Шиндлером.
Під час наступної зустрічі Штерн повідомив Шиндлеру, що він може використовувати рабську працю євреїв для укомплектування персоналом своєї фабрики Deutsche Emaillewarenfabrik (Німецька фабрика емальованого посуду) за нижчою ціною, ніж польські робітники, що також дозволило б тим робітникам бути захищеними від депортації. Шиндлер дотримався його пропозиції, з чого почалася його діяльність з порятунку євреїв під час Голокосту
Краківські євреї були ув'язнені в Краківському гетто через шість місяців після вторгнення німецьких військ до Кракова. Гетто було повністю ліквідовано в 1943 році. Тих, хто вважався корисним (для використання як рабської праці), було відправлено до Плашува, включно з робітниками Шиндлера та Штерна. Решту відправили до різних таборів смерті по всій Польщі. У Плашуві Штерн і його брат Натан разом із Мітеком Пемпером і Йозефом Бау були змушені працювати в офісі Плашува, де вони часто контактували з горезвісним комендантом табору Амоном Ґьотом. Стерн допомагав Пемперу в його спробах запобігти закриттю та ліквідації Плашува, знаючи, що хоча умови там були жахливими, ліквідація, ймовірно, означала смерть кожного в’язня. Протягом цього часу Стерн підтримував контакт із Шиндлером і працював над тим, щоб покращити умови для євреїв, включаючи переведення робітників на фабрику Шиндлера, розподіл грошей на допомогу та намагання інформувати зовнішній світ про їхнє становище.

## Особисте життя
У 1938 році Штерн був заручений із Софією Бакенрот, яка пережила війну завдяки своїй арійській зовнішності в дрогобицькому гетто. Їхнє одруження було відкладено до кінця війни в 1945 році. Вони залишалися одруженими до смерті Стерна у віці 68 років.

## Спадщина
Його зіграв у фільмі «Список Шиндлера» 1993 року англійський актор Бен Кінгслі. Наприкінці фільму вдова Стерна Софія з'являється в процесії Schindlerjuden і актори, які їх грали, кладуть каміння на могилу Шиндлера на горі Сіон, що є єврейською традицією, яка демонструє повагу до покійного. Брат Стерна Натан також був одним із Schindlerjuden в процесії.